# Sonic Youth (EP)
Sonic Youth è l'EP di debutto dei Sonic Youth, pubblicato nel 1982.

## Descrizione
È l'unico album del gruppo a presentare la formazione originaria, con Richard Edson alla batteria, oltre ad essere anche l'unico lavoro che presenti gli strumenti con l'accordatura standard. Dal punto di vista musicale, il disco ha una registrazione in bassa fedeltà, e mostra le prime sperimentazioni del gruppo, che caratterizzeranno il resto della loro produzione discografica.
L'album è stato ristampato nel 2006 dalla Geffen Records, con l'aggiunta di 7 tracce registrate dal vivo il 18 settembre 1981, e la traccia Where The Red Fern Grows (già presente nell'esibizione dal vivo) registrata in studio nell'ottobre del 1981.
La versione in cassetta dell'EP presenta sul primo lato le 5 tracce presenti anche sul vinile, e sul secondo lato le stesse 5 tracce registrate però al contrario. La stessa cosa la si può notare anche sul supporto fisico, cioè le tracce sono scritte al contrario, come se le si stia leggendo allo specchio.

## Tracce

### Edizione originale
1. The Burning Spear – 3:28
2. I Dreamed I Dream – 5:12
3. She Is Not Alone – 4:06
4. I Don't Want to Push It – 3:35
5. The Good and the Bad – 7:55

### Ristampa del 2006
1. The Burning Spear – 3:28
2. I Dreamed I Dream – 5:12
3. She Is Not Alone – 4:06
4. I Don't Want to Push It – 3:35
5. The Good and the Bad – 7:55
6. Hard Work – 3:19
7. Where The Red Fern Grows – 5:47
8. The Burning Spear – 3:23
9. Cosmopolitan Girl – 3:35
10. Loud and Soft – 6:48
11. Destroyer – 5:32
12. She Is Not Alone – 3:29
13. Where The Red Fern Grows – 6:45

- Le tracce 1-5 fanno parte della versione originale
- Le tracce 6-12 sono registrate dal vivo in uno dei primi concerti del gruppo
- La traccia 13 è una delle prime registrazioni del gruppo

## Formazione
- Thurston Moore - voce, chitarra
- Lee Ranaldo - chitarra, voce
- Kim Gordon - basso, voce
- Richard Edson - batteria